# Ernest Simoni
Ernesto Simoni (Troshani, Albania, 18 de octubre de 1928) es un cardenal católico albanés que pasó veintiocho años en prisión por su fe católica durante el régimen de Enver Hoxha.

## Vida
Nació en el pueblo de Troshani a pocos kilómetros de Shkodra, en el Reino de Albania.
Entró al seminario franciscano a los dieciocho años de edad en plena persecución del régimen comunista. Fue ordenado sacerdote el 7 de abril de 1956 en la mismo ciudad de Shkodra.
Fue arrestado en 1963, acusado de haber dicho una misa de sufragio por el alma del presidente John F. Kennedy. Fue torturado y condenado a muerte, pero la pena le fue conmutada a veinticinco años de prisión con trabajo forzado. En prisión trabajo como minero. Fue padre espiritual de los detenidos. En 1973 fue nuevamente condenado a muerte por instigación a la rebelión pero sus compañeros presidiarios atestiguaron a su favor y la pena no fue cumplida. Pasó 28 años de prisión hasta que fue liberado el 5 de septiembre de 1990 ejerciendo el sacerdocio de manera clandestina hasta la caída del régimen comunista en 1990. Desde entonces continuó ejerciendo su ministerio sacerdotal trabajando en la reconciliación de los albaneses.
El padre Simoni fue presbítero en la Archidiócesis de Shkodrë-Pult.
El 21 de septiembre de 2014, en su visita a Tirana, el papa Francisco escuchó emocionado hasta las lágrimas el testimonio del padre Simoni sobre su persecución y al final del encuentro, Francisco y el padre Simoni se fundieron en un abrazo.
El padre Simoni fue proclamado cardenal por el papa Francisco en el consistorio del 19 de noviembre de 2016. El periodista Mimmo Muolo escribió el libro Don Ernest Simoni relatando la vida del cardenal.